# Тайдингс, Александра
Александра Хантингдон Тайдингс (англ. Alexandra Huntingdon Tydings, род. 15 декабря 1972) — американская актриса. Дочь бывшей Мисс США Терри Хантингтон.
Впервые стала выступать на публике в 11-летнем возрасте в Королевском балете в Центре Кеннеди. Окончила Брауновский университет. Перед своим дебютом на телевидении в 1993 году она сменила множество профессий, работая портье в танцевальной школе, моделью, официанткой, продавцом в магазине одежды, и также певицей. В 1996 году, после ряда незначительных ролей на телевидении, она появилась в сериале «Удивительные странствия Геракла», где на протяжении последующих трёх лет исполняла роль богини Афродиты. С 1997 по 2001 год она также воплотила этот образ в родственном ему сериале «Зена — королева воинов». После завершения показа Тайдингс почти перестала сниматься, исполнив лишь пару небольших ролей на телевидении.
Актриса замужем за Беном Луццатто, от которого родила двух дочерей в 2004 и в 2006 году. В настоящее время Тайдингс проживает в Вашингтоне, где преподаёт рок-н-ролл йогу.